# Групповой портрет художников общества «Мир искусства»
«Групповой портрет художников общества „Мир искусства“» — формально неоконченная композиция русского живописца Бориса Кустодиева, датируемая периодом 1910–1920 годов. Существует в виде эскиза окончательного варианта картины, подписанного и датированного 1916–1920 годами, и ряда отдельных этюдов; все они находятся в собраниях Русского музея в Санкт-Петербурге.

## Контекст
Художественное объединение «Мир искусства» возникло в середине 1890-х годов из кружка студенческой молодежи, главным образом из выпускников гимназии К. И. Мая. Первым публичным выступлением общества стала «Выставка русских и финляндских художников», организованная в Музее Центрального училища технического рисования барона А. Л. Штиглица в 1898 года мирискусником Сергеем Дягилевым, который в том же году при участии других членов объединения создал журнал «Мир искусства», под эгидой которого с 1899 по 1903 год состоялось пять художественных экспозиций. Наперекор академизму и передвижничеству мирискусники утверждали в своём творчестве приоритет эстетического начала в преобразовании окружающей действительности и стремились к синтетическому восприятию искусства, выдвигая на передний план требование художественной индивидуальности. Именно культивируемые ими утонченное декоративное стилизаторство, изящная орнаментальность, графическое начало, мотивы рококо и ампира сформировали эстетику русского модерна. В 1903 году объединение «Мир искусства» фактически распалось и официально прекратило своё существование, а большая часть его членов вошла в Союз русских художников. В 1904 году Дягилев приступил к устройству Таврической выставки портретов и пригласил к этому делу Кустодиева. Он был признан членом-учредителем нового общества, а также избран бывшими мирискусниками в число экспонентов петербургской выставки Союза. В 1905 года Кустодиев на постоянной основе стал участвовать в экспозициях Союза русских художников, в который он вступил только в 1907 году. Парадоксальным образом Кустодиев был экспонентом и московского Союза русских художников, и петербургского «Мира искусства», хотя тянуло его больше на просторы поволжских городов и тихие улочки Замоскворечья. В 1910 году группа петербургских художников во главе с Александром Бенуа по причине разногласий эстетического толка вышла из Союза и снова образовала «Мир искусства», в состав которого вошёл и Кустодиев. Его сближение с обновленным «Миром искусства» объясняется тяготением художника к бытовавшему среди мирискусников соединению реальности и фантастики, а также стремлению ухода от переутонченности и вялости к народным традициям.

## Создание и судьба
Под впечатлением от раскола Союза и учредительного собрания нового «Мира искусства», Кустодиев задумал создать групповой портрет участников этого объединения в качестве дани памяти своим друзьям. Подготовительные этюды он писал в 1910—1916 годах, в том числе в квартире Бенуа, в гостях у Мстислава Добужинского, а также у себя дома на Мясной улице, где все мириискусники собирались за столом и позировали при весёлой атмосфере. Групповой портрет как единое полотно из отдельных этюдов-портретов Кустодиев создал в 1916—1920 годах в качестве эскиза к будущей огромной картине размерами 2,5 x 4 метра с фигурами натуральную величину, заказанной Грабарём от имени Третьяковской галереи, но он так и остался незаконченным. В настоящее время и этюды, и групповой портрет хранятся в Государственном Русском музее.
|         |       |         |           |         |       |        |               |         |       |             |
| Грабарь | Рерих | Лансере | Кустодиев | Билибин | Бенуа | Нарбут | Петров-Водкин | Милиоти | Сомов | Добужинский |

## Описание
Картина написана маслом на холсте размером 52 x 89 см. Справа внизу подпись: «Б. Кустодиевъ/1916—1920». На портрете в порядке слева направо изображены: Игорь Грабарь, Николай Рерих, Евгений Лансере, Борис Кустодиев, Иван Билибин, Анна Остроумова-Лебедева, Александр Бенуа, Георгий Нарбут, Кузьма Петров-Водкин, Николай Милиоти, Константин Сомов, Мстислав Добужинский. Все художники запечатлены серьёзными и творчески одухотвореными в увлечённом горячем споре, в объединяющем их всех обсуждении дальнейшей судьбы общества. Каждый изображён индивидуальной и яркой личностью, со своим особым выражением лица и выразительной позой. Картина живописует собрание художников в непринуждённой, но изысканной обстановке гостиной квартиры Добужинского. Грабарь сидит во главе стола и держа в руках раскрытую книгу, вслушивается в общую беседу. Рядом с ним погружённый в свои думы сдержанный мудрец Рерих. Справа от Грабаря, спиной к зрителю сидит сам Кустодиев, беседующий с повернувшейся к нему Остроумовой-Лебедевой. Около неё — Петров-Водкин, экспансивно вставший со своего места и будто порывающийся что-то сказать. На другом конце стола, там, где расположились Добужинский, Сомов и Милиоти, находится самый центр беседы. К ней прислушиваются сидящие в центре Бенуа и Лансере. За спиной Бенуа стоят Нарбут и Билибин, который поднялся с рюмкой, желая какой-нибудь шуткой привлечь внимание своих коллег. Картина представляет собой беспрецедентный для того времени художественный проект — групповой портрет художников, коллег-единомышленников, попытки создания которого не предприняли даже передвижники.